# Корниенко, Анастасия Алексеевна
Анастасия Алексеевна Корниенко (род. 9 сентября 1992 года, Челябинск) — российская волейболистка, связующая. Мастер спорта России.

## Биография
Анастасия Корниенко родилась и начала заниматься волейболом в Челябинске.
В 2009 году в составе юниорской сборной России принимала участие в чемпионате Европы среди девушек, а в 2010 в составе уже молодёжной сборной России — в чемпионате Европы среди молодёжных команд.

### Клубная карьера
- 2009—2013 —  «Автодор-Метар» (Челябинск)
- 2013—2015 —  «Омичка» (Омск)[1];
- 2015—2016 —  «Канне-Рошвиль» (Ле-Канне);
- 2016—2017 —  «Липецк-Индезит» (Липецк)[2];
- 2017—2021 —  «Волеро / Волеро Ле-Канне» (Цюрих)[3];
- 2021—2022 —  «Бекешчаба»;
- 2022—2024 —  «Уралочка-НТМК» (Свердловская область);
- 2024—н. в. —  «Волеро Ле-Канне» (Ле-Канне).

## Достижения

### С клубами
- Бронзовый призёр чемпионата России 2014.
- Серебряный призёр Кубка России 2014.
- Обладатель Кубка Франции 2015.
- Обладатель Кубка Швейцарии 2017.